# ارشکیگال
اِرِشکیگال یکی از خدایان میان‌رودان است.
در اسطوره‌ها او را ایزدبانوی ژرفاهای خاک می‌دانند.
وی یگانه فرمانروای دوزخ بود تا زمانی که نرگل (که بعدها خدای دوزخ شد) به قلمروی او حمله کرد و سراسر دوزخ را تصرف کرد.
وی چهارده ابلیس را به نگهبانی دروازه‌ها نهاد و ارشکیگال برای حفظ صلح به همسری نرگل درآمد.